# آلینا لوشین
آلینا لوشین (انگلیسی: Alina Levshin؛ زادهٔ ۱۰ سپتامبر ۱۹۸۴ ‏(۴۰ سال)) بازیگر سینما، و هنرپیشه اهل آلمان است.
وی همچنین برندهٔ جوایزی همچون جایزه فیلم آلمان شده‌است.